# Idyella tenuis
Idyella tenuis is een eenoogkreeftjessoort uit de familie van de Idyanthidae. De wetenschappelijke naam van de soort is voor het eerst geldig gepubliceerd in 1910 door Brady.